# Glutnacht
Glutnacht (englisch The Night Fire) ist der 33. Roman des US-amerikanischen Krimi-Autors Michael Connelly. Die Protagonisten sind Harry Bosch (22. Roman der Harry-Bosch-Serie) sowie Renée Ballard (3. Roman in Connellys Renée-Ballard-Serie); in einer Nebenrolle tritt auch Mickey Haller auf, bekannt als Lincoln Lawyer. Der Roman erschien 2019 in Englisch, in deutscher Übersetzung 2022.

## Handlung
2019 ist Harry Bosch schon 4 Jahre nicht mehr Detective beim LAPD.
An der Beerdigung seines Mentors John Jack Thompson auf dem Hollywood Forever Cemetery nimmt er aber natürlich teil. Durch seine kürzlich durchgeführte Knieoperation etwas gehandikapt, vermeidet Bosch langes Stehen und setzt sich auf die Bank, die Teil des Grabmals von Tyrone Power ist. Nach der Beerdigung gibt Thompsons Witwe Harry das murder book, die Untersuchungsakte, über den Mord an John Hilton, der 1990 ermordet worden war. John Jack hatte die Akte nach seiner Pensionierung mit nach Haus genommen, obwohl sie eigentlich beim LAPD hätte verbleiben müssen.
Renée Ballard wird in der Nachtschicht in Hollywood zu einem Fall hinzugezogen: ein Obdachloser ist in seinem Zelt verbrannt. Ballard denkt zunächst, dass es sich um einen Unfall handelt, es wird sich jedoch herausstellen, dass der Fall genauer untersucht wird, weil der getötete Edison Banks der Sohn wohlhabender Eltern war. Zurück im Revier findet Ballard die Akte über den Mord an John Hilton auf ihrem Schreibtisch. Bosch hat sie dort hingelegt als Einladung an Renée, den Fall mit ihm zusammen aufzuklären.
Bosch hat seinen Halbbruder, den Anwalt Mickey Haller darum gebeten, ihn gegen die Stadt Los Angeles zu vertreten. Bei einer Routineuntersuchung war bei Bosch chronische myeloische Leukämie im Rahmen einer Routineuntersuchung diagnostiziert worden. Bosch führt die Erkrankung darauf zurück, dass er bei einem früheren Fall radioaktiv kontaminiert worden war – es sich also um eine berufsbedingte Erkrankung handelt. Haller will, dass Bosch ihm im Gegenzug als Ermittler bei der Verteidigung von Jeffrey Herstadt hilft, der beschuldigt wird, den Richter Walter Montgomery erstochen zu haben.
Bosch findet heraus, dass Jeffey Herstadt kurz vor der Ermordung des Richters einen Anfall von katatoner Schizophrenie hatte und deshalb von dem Rettungssanitäter Albert Morales behandelt worden war. Morales wurde dann kurz darauf zum sterbenden Richter Montgomery gerufen. Der Sanitäter hatte sein Pulsoxymeter zunächst beim Angeklagten und darauf beim sterbenden Richter verwendet. Dabei wurde DNA des Verdächtigen an den Finger des ermordeten Richters übertragen. Dieser Nachweis lässt die Anklage als zweifelhaft erscheinen, und die Staatsanwältin zieht die Anklage zurück. Ein Sieg Mickey Hallers in einem Fall, der zu Beginn nach einem eindeutigen Schuldspruch aussah. Bosch ist überzeugt: jemand anderes muss der Mörder sein. Den muss er finden, allein schon deshalb, um den Ermittlern beim LAPD und auch Renée Ballard zu beweisen, dass Bosch nicht auf die dark side gewechselt ist.
Ballard ermittelt derweil im Fall der seit 1990 offenen Aufklärung des Mordes an John Hilton weiter. In der Ermittlungsakte findet sie ein Notizbuch von Hilton, in dem er Leute gezeichnet hat, als er im Gefängnis von Corcoran inhaftiert war. Darunter ist der Ex-Drogenboss Elvin Kidd. Für Ballard sieht alles danach aus, dass Elvin Kidd und John Hilton zur gleichen Zeit inhaftiert gewesen waren und ein Paar. Kidd wollte nach seiner Entlassung auf alle Fälle verhindern, dass von dieser homosexuellen Liebschaft etwas bekannt werden würde. Deshalb hat er John Hilton ermordet, so sieht Ballard das Motiv der Tat.
Warum aber hat John Jack Thompson der Akte „verschwinden“ lassen? Wollte er gar die Aufklärung des Falles verhindern? Bosch sucht im Archiv der Stadt nach der Geburtsurkunde von John Hilton und findet dort den Eintrag über den unehelichen Vater: John Jack Thompson!
Ballard erschleicht sich eine Unterschrift ihres Vorgesetzten Captain Robert Olivas für einen richterlichen Beschluss zur Telefonüberwachung des Ex-Drogenbosses Kidd. Ballard bringt mit etwas Druck einen früheren Kumpanen von Kidd dazu, jenen anzurufen. Und es gelingt Ballard so tatsächlich, verdächtige Aussagen von Kidd aufzunehmen, die seine Verhaftung rechtfertigen. Bei der Verhaftung kommt es zu einem tödlichen Versagen des eingesetzten SWAT-Teams: Kidds Frau wird erschossen. Kidd selbst versucht zu fliehen, wird jedoch gefangen. Er gibt den Mord an Hilton zu.
Im Fall des verbrannten Obdachlosen ärgert sich Ballard, dass sie den Fall zu schnell als Unfall eingeordnet hatte und ermittelt weiter. Sie findet heraus, dass Banks in der Nacht seines Todes zu einer Flasche Wodka kam. Ballard sieht sich Überwachungsvideos des Ladens an, aus dem Flasche stammte. Eine schwarzhaarige Frau mit einem Mercedes hat eine Flasche Wodka der Marke „Tito“ gekauft. Das Nummernschild des Wagens war gefälscht. Die Spur der Fälschung führt zur organisierten Kriminalität in Las Vegas.
Bosch ist derweil mit seinen Ermittlungen des Mords am Richter Montgomery einen Schritt weiter. Ihm kommt ein Alibi verdächtig vor, weil zu perfekt: ein Anwalt namens Clayton Manley, den Montgomery hat extrem schlecht aussehen lassen, legt schon bei der allerersten Befragung Belege vor, die beweisen sollen, dass er zur Tatzeit in Hawaii war. Bosch wendet sich an die Kanzlei Michaelson & Mitchell, speziell den von ihm verdächtigten Anwalt Clayton Manley unter dem Vorwand, dieser solle ihn gegen die Stadt Los Angeles wegen der berufsbedingten Leukämie vertreten. Bei einem zweiten Treffen mit Manley gelingt es Bosch mit einem Trick Manleys PC anzusehen. Genau in diesem Moment kommt eine E-Mail an, die Bosch als Ermittler im Fall Montgomery nennt – er ist aufgeflogen.
Bosch und Ballard diskutieren ihre Ermittlungen. Dabei zeigt Ballard zeigt Bosch das Video der Frau, die den Alkohol für Banks gekauft hatte. Bosch fällt eine Ähnlichkeit mit einer Zeugin namens Laurie Lee Wells im Fall Montgomery auf (was eine Koinzidenz!): die Frau hat einen auffälligen Gang, denn ihr linker Fuß ist auffällig einwärts gekehrt. Und noch eine Verbindung fällt ihnen auf: Manley arbeitet bei der Kanzlei, die auch den Bruder von Banks vertritt, der diesen von seinem Erbe ausschließen wollte. Sie mutmaßen: die Kanzlei arbeitet mit dem organisierten Verbrechen zusammen und die Frau in den Videos ist eine bezahlte Killerin, die in beiden Fällen (Montgomery und Banks) die Morde verübt hat.
Auf der Suche nach der Zeugin im Fall Montgomery stellen Bosch und Ballard fest, dass es sich um einen Fall von Identitätsdiebstahl handelt: Laurie Lee Wells ist eine ganz andere Person und leidet schon längere Zeit darunter, dass ihre Identität missbraucht wird – und zwar nach einem Aufenthalt in Las Vegas! Damit erhärtet sich der Verdacht von Bosch und Ballard.
Nun spitzt sich die Sache rasant zu: Clayton Manley hat sich vom Dach des Bürohochhauses des Kanzlei gestürzt. Bosch vermutet sofort, dass das alles andere als ein Selbstmord sein muss. Bosch erschleicht sich Zugang zum Büro von Manley, wird dort von Mitchell, einem der Kanzlei-Gründer, konfrontiert. Die Killerin (von Ballard mittlerweile „Schwarze Witwe“ genannt) kommt dazu und erschießt Mitchell. Sie will auch Bosch töten, doch Ballard kommt dazwischen und entwaffnet sie. Doch die „schwarze Witwe“ hat noch ein Messer im Ärmel und verletzt damit eine Arterie von Ballard. Die Killerin kann fliehen und Bosch rettet Ballard, die in die Intensivstation einer Klinik kommt.
Bosch besucht Ballard in der Klinik White Memorial in Boyle Heights. Die Schwarze Witwe ist eine Kubanerin namens Catarina Cava. Michaelson, der Anwalt, der Cava beauftragt hatte, wurde verhaftet, er wollte mit einem Privatjet auf die Grand Cayman fliehen. Fünf Fälle gelöst: Hilton, Montgomery, Banks, Manley und Mitchell!
Im Nachlass von John Jack Thompson gibt es noch einen weiteren Fall, den der 1982 verschwundenen Sarah Freelander. Bosch und Ballard wollen sich diesen Fall vornehmen!
Im Epilog des Romans verhaftet Ballard Cava, nachdem Michaelson verraten hat, wo sie zu finden ist.

## Querbezüge
Die Zeichnungen im Notizbuch von John Hilton erinnern Renée Ballard an einen Fall, den Detective Mitzi Roberts vom LAPD gelöst hat. Tatsächlich ist Mitzi Roberts die wirkliche Polizistin, die Michael Connelly zur Figur von Renée Ballard inspiriert hat.
Um an die Telefonnummer von Orlando Reyes, einem der Ermittler im Fall Montgomery, zu kommen, wendet sich Bosch an seine letzte Partnerin Lucia Soto aus Scharfschuss.
Die Staatsanwältin, mit der Renée Ballard ihr Vorgehen gegen Kidd berät, heißt Selma Robertson. Ihren Vornamen hat sie daher, dass sich ihre Eltern bei den Selma-nach-Montgomery-Märschen kennengelernt haben.
Bosch ist bei der Kanzlei Michaelson & Mitchell im 16. Stock eines Hochhauses, von dem aus er einen Blick auf Angels Flight von oben hat. Dieser Blick erinnert ihn an einen Fall, bei dem zwei Menschen in dieser Standseilbahn getötet worden waren. Bosch hat den Fall in Schwarze Engel geklärt.
Die „Schwarze Witwe“ erinnert Bosch an die Schauspielerin Ellen Barkin, die im Film Sea of Love – Melodie des Todes eine Detektivin spielt, die einen Serienmörder verfolgt.

## Hintergrund
Connelly sieht seine Romane, so auch Glutnacht, als eine Hommage an Polizisten, die der Fairness und Gerechtigkeit verpflichtet sind. „Es muss eine bestimmte Art von Detektive sein, um es gut zu machen – jemanden, der wirklich tief in der Idee der Fairness verwurzelt ist. Ich sehe dies bei Mitzi Roberts und ich sehe es bei anderen Detectives, mit denen ich Zeit verbringe. Die meisten von ihnen arbeiten an alten cold cases und wollen nichts anderes tun. Sie sind ziemlich wild darauf und diese Bissigkeit ist wirklich inspirierend für mich.“ sagt Michael Connelly der Los Angeles Times über seine Motivation.

## Rezeption
Publishers Weekly hebt hervor, dass Connelly einzigartig in der Schilderung der Polizeiarbeit ist: „Connelly ist unvergleichlich, wenn es um das Procedere der Polizei geht, und beweist einmal mehr, dass er der moderne Meister dieser Form ist.“
The Arts Desk findet den Roman „unputdownable“: „Die Handlung ist kompliziert und verwickelt, aber wie ein verschlungener Knoten lässt sie sich zufriedenstellend entwirren. Das Buch ist absolut faszinierend. Connellys Prosa ist tadellos und mit seinem typischen Humor und Zynismus durchsetzt. Wie seine Detectives, für die es selbstverständlich ist, die menschliche Natur zu verstehen und zu entschlüsseln, beleuchtet Connelly die ‚condition humaine‘.“ Und auch die Washington Post findet, dass Connelly-Fans, aber auch neue Leser, den Roman genießen werden.

## Ausgaben
- Michael Connelly: The Night Fire. Little, Brown and Company, New York 2019, ISBN 978-0-316-48561-6.
- Michael Connelly: Glutnacht: Ein Fall für Renée Ballard und Harry Bosch. Aus dem amerikanischen Englisch von Sepp Leeb. Kampa Verlag, Zürich 2022, ISBN 978-3-311-12561-7, auch als E-Book.